# Academia de Fútbol Sporting'89
L'Academia de Fútbol Sporting'89 és un club de futbol panameny de la ciutat de San Miguelito.

## Història
El club nasqué el 1989, essent la primera escola de formació de futbolistes del país. El 1997, l'equip sènior del club assoleix per primer cop l'ascens a la primera divisió professional Panamà.

## Palmarès
- Segona divisió panamenya de futbol: 1
  - 1996-97

## Futbolistes destacats
- Nicolas Muñoz
- Grabriel Gómez